# Weltmeisterschaften im Trampolinturnen 2021
Die 35. Turn-Weltmeisterschaften im Trampolinturnen 2021 fanden vom 18. bis 21. November 2021 in Baku, Aserbaidschan, statt.

## Ergebnisse

### Männer Einzel
| Rang | Land                | Turner          |
| ---- | ------------------- | --------------- |
|      | Volksrepublik China | Yan Langyu      |
|      | Japan               | Ryūsei Nishioka |
|      | Belarus             | Aleh Rabtsau    |

### Männer Team
| Rang | Land     | Turner                                          |
| ---- | -------- | ----------------------------------------------- |
|      | Belarus  | Aleh Rabtsau Andrei Builou Iwan Litwinowitsch   |
|      | Japan    | Hiroto Unno Ryūsei Nishioka Ryōsuke Sakai       |
|      | Russland | Nikita Fedorenko Dmitri Uschakow Michail Melnik |

### Synchron Männer
| Rang | Land        | Turner                           |
| ---- | ----------- | -------------------------------- |
|      | Belarus     | Aleh Rabtsau Andrei Builou       |
|      | Deutschland | Fabian Vogel Matthias Pfleiderer |
|      | Frankreich  | Josuah Faroux Pierre Gouzou      |

### Doppel Mini-Trampolin Männer
| Rang | Land               | Turner               |
| ---- | ------------------ | -------------------- |
|      | Russland           | Vasili Makarski      |
|      | Portugal           | Diogo Cabral         |
|      | Vereinigte Staaten | Ruben Alonzo Padilla |

### Doppel Mini-Trampolin Team Männer
| Rang | Land     | Turner                                              |
| ---- | -------- | --------------------------------------------------- |
|      | Russland | Vasili Makarski Mikhail Zalomin Aleksander Odintsow |
|      | Portugal | Diogo Fernandes Diogo Cabral Tiago Sampaio Romao    |
|      | Spanien  | Andrés Martínez Carlos del Ser David Franco         |

### Tumbling Männer
| Rang | Land               | Turner              |
| ---- | ------------------ | ------------------- |
|      | Russland           | Aleksander Lisitsyn |
|      | Aserbaidschan      | Mikhail Malkin      |
|      | Vereinigte Staaten | Kaden Hunter Brown  |

### Tumbling Team Männer
| Rang | Land                   | Turner                                                    |
| ---- | ---------------------- | --------------------------------------------------------- |
|      | Russland               | Aleksander Lisitsyn Aleksey Swetlischnikow Vadim Afanasev |
|      | Vereinigtes Königreich | Jaydon Paddock Kristof Willerton William Cowen            |
|      | Dänemark               | Adam Matthiesen Magnus Lindholmer Martin Abildgaard       |

### Damen Einzel
| Rank | Land                   | Turnerin      |
| ---- | ---------------------- | ------------- |
|      | Vereinigtes Königreich | Bryony Page   |
|      | Volksrepublik China    | Cao Yunzhu    |
|      | Russland               | Iana Lebedeva |

### Damen Team
| Rank | Land                | Turnerin                                     |
| ---- | ------------------- | -------------------------------------------- |
|      | Japan               | Yumi Takagi Reina Satake Hikaru Mori         |
|      | Volksrepublik China | Fan Xinyi Huang Yanfei Cao Yunzhu            |
|      | Russland            | Irina Kundius Maria Mikhailowa Iana Lebedewa |

### Synchron Damen
| Rang | Land                | Turner                             |
| ---- | ------------------- | ---------------------------------- |
|      | Volksrepublik China | Hu Yicheng Zhang Xinxin            |
|      | Japan               | Narumi Tamura Hikaru Mori          |
|      | Portugal            | Catarina Marianito Beatriz Martins |

### Doppel Mini-Trampolin Damen
| Rang | Land               | Turner            |
| ---- | ------------------ | ----------------- |
|      | Schweden           | Lina Sjöberg      |
|      | Vereinigte Staaten | Shelby Nobuhara   |
|      | Spanien            | Melania Rodriguez |

### Doppel Mini-Trampolin Team Damen
| Rang | Land               | Turner                                              |
| ---- | ------------------ | --------------------------------------------------- |
|      | Vereinigte Staaten | Tristan van Natta Trinity van Natta Shelby Nobuhara |
|      | Russland           | Dana Sadkowa Aleksandra Bonartseva Daria Nespanowa  |
|      | Kanada             | Zoe Phaneuf Hannah Brown Gabriella Flynn            |

### Tumbling Damen
| Rang | Land                   | Turner          |
| ---- | ---------------------- | --------------- |
|      | Vereinigtes Königreich | Megan Kealy     |
|      | Frankreich             | Lucie Tumoine   |
|      | Belgien                | Tachina Peeters |

### Tumbling Team Damen
| Rang | Land                   | Turner                                                   |
| ---- | ---------------------- | -------------------------------------------------------- |
|      | Frankreich             | Emilie Wambote Lucie Tumoine Candy Briere-Vetillard      |
|      | Belgien                | Tachina Peeters Laura Vandevoorde Louise van Regenmortel |
|      | Vereinigtes Königreich | Megan Kealy Ashleigh Owen Megan Surman                   |

### Mixed
| Rang | Land                   | Turner |
| ---- | ---------------------- | --- |
|      | Russland               | Aleksandra Bonartseva Anna Kornetskaya Iana Lebedeva Aleksandr Lisitsyn Mikhail Melnik Kirill Panteleev Irina Silicheva Dmitry Ushakov Mikhail Zalomin |
|      | Vereinigte Staaten     | Maia Amano Kaden Brown Cody Gesuelli Ruben Padilla Isaac Rowley Jessica Stevens Tia Taylor Tristan van Natta                                           |
|      | Vereinigtes Königreich | Daniel Berridge Louise Brownsey William Cowen Megan Kealy Rhys Northover Bryony Page Zak Perzamanos Corey Walkes Bethany Williamson                    |

### Medaillenspiegel
| Rang | Nation                 | Gold | Silber | Bronze | Gesamt |
| ---- | ---------------------- | ---- | ------ | ------ | ------ |
| 1    | Russland               | 5    | 1      | 3      | 9      |
| 2    | Volksrepublik China    | 2    | 2      | -      | 4      |
| 3    | Vereinigtes Königreich | 2    | 1      | 2      | 5      |
| 4    | Belarus                | 2    | -      | 1      | 3      |
| 5    | Japan                  | 1    | 3      | -      | 4      |
| 6    | Vereinigte Staaten     | 1    | 2      | 2      | 5      |
| 7    | Frankreich             | 1    | 1      | 1      | 3      |
| 8    | Schweden               | 1    | -      | -      | 1      |
| 9    | Portugal               | -    | 2      | 1      | 3      |
| 10   | Belgien                | -    | 1      | 1      | 2      |
| 11   | Deutschland            | -    | 1      | -      | 1      |
| 11   | Aserbaidschan          | -    | 1      | -      | 1      |
| 13   | Spanien                | -    | -      | 2      | 2      |
| 14   | Kanada                 | -    | -      | 1      | 1      |
| 14   | Dänemark               | -    | -      | 1      | 1      |